# Euodius von Antiochia
Euodius von Antiochien (auch Evodius; † um 69) ist ein frühchristlicher Heiliger.
Über sein Leben ist sehr wenig bekannt. Er war Heide (Nichtjude) und konvertierte unter dem Einfluss der Predigt des heiligen Petrus zum Christentum. Antiochien war nach dem Zeugnis der Apostelgeschichte einer der ersten Orte, in denen das Christentum Juden und Heiden verkündigt wurde. In der reichen und kosmopolitischen Stadt lebten hellenisierte Juden und Heiden und es machte sich monotheistischer Einfluss geltend. „Christen“ wurde hier zur Bezeichnung der hauptsächlich griechischsprachigen Konvertiten. Petrus wurde Bischof von Antiochien bis zu seiner Reise nach Rom. Euodius wurde nach einer Legende sein Nachfolger. 
Im Jahre 69 wurde Ignatius von Antiochien Nachfolger des Euodius. Wahrscheinlich starb Euodius eines natürlichen Todes.
Er wird in den Kirchen des Ostens und Westens als Heiliger verehrt. Sein Gedenktag in der Römisch-Katholischen Kirche ist der 6. Mai, orthodoxe Gedenktage sind 28. April, 30. Juni und 7. September.